# Aleksandrów (Powiat Piotrkowski)
Aleksandrów ist ein Dorf im Powiat Piotrkowski der Woiwodschaft Łódź in Polen. Es hat etwa 200 Einwohner und ist Sitz der gleichnamigen Landgemeinde mit 4279 Einwohnern (Stand 31. Dezember 2020).

## Geographie
Der Ort liegt zentral in der Gemeinde und wurde erst 1973 Gemeindesitz. Die Kreisstadt Piotrków Trybunalski liegt etwa 30 Kilometer nordwestlich.

## Geschichte
Bis 1954 war das Dorf Niewierszyn Sitz einer gleichnamigen Landgemeinde, die in diesem Jahr aufgelöst wurde. Als 1973 die Landgemeinden wieder eingeführt wurden, erhielt Aleksandrów den Gemeindesitz. Von 1975 bis 1998 gehörte die Gemeinde zur Woiwodschaft Piotrków. 

## Gemeinde
Zur Landgemeinde (gmina wiejska) Aleksandrów gehören das Dorf selbst und 31 weitere Dörfer mit Schulzenämtern.